# Собственное удержание
Собственное удержание (удержание, англ. retention) – часть риска, который остаётся у страховщика (или перестраховщика) после перестрахования (или – для перестраховщика – после ретроцесии)
. Величина собственного удержания – это максимально возможная сумма страховой выплаты, которую при наступлении страхового случая по данному риску придётся выплатить страховщику или перестраховщику (с учётом того, что остальная часть будет выплачена перестраховщиками или ретроцессионерами). 
Величина собственного удержания определяет реальную, а не номинальную роль страховщика в процессе страхования и перестрахования данного риска. Он может:
- оставить себе весь риск на собственное удержание (так обычно поступают в отношении относительно небольших и массовых рисков, особенно - при страховании физических лиц),
- оставить себе значимую долю риска, отдав какую-то его часть в перестрахование,
- или же передать весь риск в перестрахование, не оставив вообще ничего на собственном удержании.

В последнем случае страховщик выполняет, фактически, роль страхового брокера – он не несёт никакой ответственности по заключённому им договору страхования, при наступлении страхового случая он должен будет произвести страховую выплату, но не из своих страховых резервов, а из полученной им от перестраховщика перестраховочной выплаты. 
Довольно распространённой практикой является страхование небольшими страховщиками крупных  рисков по заданию больших (обычно – международных) страховых или перестраховочных компаний с последующей полной передачей таких рисков в перестрахование заказчику. Это явление называется фронтированием (англ. fronting) и позволяет негласно присутствовать на том или ином национальном страховом рынке компаниям, которые пока не получили необходимой лицензии (либо вообще не намерены её получать, если они не планируют вести на местном рынке регулярных операций).
Родственным собственному удержанию является понятие франшиза. Они оба определяют ту сумму ущерба, которую придётся самостоятельно покрывать страхователю, страховщику или перестраховщику при наличии страхования, перестрахования или ретроцессии соответственно.